# レオポルト (シュレースヴィヒ＝ホルシュタイン＝ゾンダーブルク＝ヴィーゼンブルク公)
レオポルト（Herzog Leopold von Schleswig-Holstein-Sonderburg-Wiesenburg, 1674年1月12日 - 1744年3月4日）は、シュレースヴィヒ＝ホルシュタイン＝ゾンダーブルク＝ヴィーゼンブルク家の第3代公爵。

## 生涯
シュレースヴィヒ＝ホルシュタイン＝ゾンダーブルク＝ヴィーゼンブルク公フリードリヒとその妻でレグニツァ公フリスティアンの娘であるシャルロッテの間の唯一の子として、シレジア・ピャスト家最後の末裔である母の実家の領地ブジェクに生まれた。カトリック信徒として育てられた。ハプスブルク家の皇帝に仕え、帝室顧問会会議の議員を務め、金羊毛騎士団の騎士叙任（648人目の団員）を受けた。
1713年3月6日にウィーンにおいて、リヒテンシュタイン侯ヨハン・アダム・アンドレアスの長女マリア・エリーザベト（1683年 - 1744年）と結婚した。彼女はレオポルトの義理の叔父マクシミリアン2世・フォン・リヒテンシュタイン侯爵（叔母がその2人目の妻）の未亡人（3人目の妻）であった。この妻との間に5人の娘をもうけた。
- テレーゼ・マリア・アンナ（1713年 - 1745年） - 1735年、エッティンゲン＝シュピールベルク侯ヨハン・アロイス1世と結婚
- エレオノーレ（1715年 - 1760年） - 1731年、グアスタッラ公ジュゼッペと結婚
- マリー・ガブリエーレ・フェリーツィタス（1716年 - 1798年） - 1735年、フュルステンベルク侯カール・フリードリヒと結婚
- マリー・シャルロッテ・アントーニエ（1718年 - 1765年） - 1736年、レーヴェンシュタイン＝ヴェルトハイム＝ロシュフォール侯カール・トマスと結婚
- マリア・アントーニエ・ヘートヴィヒ（1721年 - 1735年）

レオポルトには男子がなく、彼の死とともにヴィーゼンブルク公爵家の家系は途絶えた。孫娘が3人（長女に2人、四女に1人）おり、長女の2人の娘のうち妹娘エレオノーレ・フォン・リヒテンシュタイン侯爵夫人は神聖ローマ皇帝ヨーゼフ2世に大きな影響力を持った。

## 引用
1. ↑  Liechtenstein 2, genealogy.euweb.cz
2. ↑  Oldenburg 10, genealogy.euweb.cz
3. ↑  Leopold, Herzog von Schleswig-Holstein-Sonderburg-Wiesenburg, geneall.net
4. ↑  Leopold Herzog von Schleswig-Holstein-Sonderburg-Wiesenburg, thepeerage.com